# São Jorge (Film)
São Jorge (portugiesisch für „Heiliger Georg“) ist ein portugiesischer Spielfilm des Regisseurs Marco Martins aus dem Jahr 2016.
Der Film entstand in der schweren Wirtschaftskrise in Portugal in Folge der Eurokrise ab 2010, als nach Eintreffen der Troika in Portugal und dem Beginn der Austeritätspolitik 2011 die tiefen sozialen Einschnitte eine Auswanderungswelle und eine gesellschaftliche Krise auslösten, die erst mit dem Regierungswechsel Ende 2015 und dem Politikwechsel unter dem neuen Premierminister António Costa endete.

## Handlung
Jorge ist ein arbeitsloser Boxer. Wie unzählige andere Privatpersonen und Unternehmen in der Krise, ist auch er völlig überschuldet. Als er nun auch noch fürchten muss, seine brasilianische Frau und den gemeinsamen Sohn zu verlieren, ist er gezwungen, schnell seine Schulden zu begleichen, um seine Frau von einer Rückkehr nach Brasilien abzuhalten.
Dank seines einschüchternden Körperbaus bietet sich ihm die Möglichkeit, für ein Inkassounternehmen zu arbeiten. In seiner Verzweiflung nimmt er das Angebot an und treibt nun bei anderen Schulden ein, die wie er Opfer der Bankenkrise und der erbarmungslosen EU-Politik sind. Dabei sinkt er immer weiter in ein Leben der Gewalt und der Unterwelt ab, um seine Familie zu retten.

## Rezeption
Der Film feierte bei den Filmfestspielen von Venedig 2016 Premiere und lief dort in der Sektion Orizzonti, wo Nuno Lopes als bester Schauspieler ausgezeichnet wurde. Der Film trat danach auf einer Reihe weiterer Filmfestivals an, darunter das Chicago International Film Festival, das Internationale Filmfestival Thessaloniki und das Sydney Film Festival, wo er weitere Preise gewann, so in Macau. In Portugal wurde er als bester Film u. a. bei den Prémios Sophia der Portugiesischen Filmakademie und bei den Globos de Ouro 2018 ausgezeichnet und gewann den Don Quijote-Preis bei den Caminhos do Cinema Português 2017.
2016 erschien São Jorge als DVD bei NOS Audiovisuais.
Am 7. Oktober 2018 lief er erstmals im portugiesischen Fernsehen, bei RTP1, dem ersten Kanal des öffentlich-rechtlichen Fernsehsenders Rádio e Televisão de Portugal (RTP). Am 22. Mai 2020 wurde er dort erneut ausgestrahlt.
São Jorge war der portugiesische Kandidat für den besten fremdsprachigen Film zur Oscarverleihung 2018, gelangte bei der folgenden 90. Oscarverleihung jedoch nicht zur Nominierung.